# Pinso

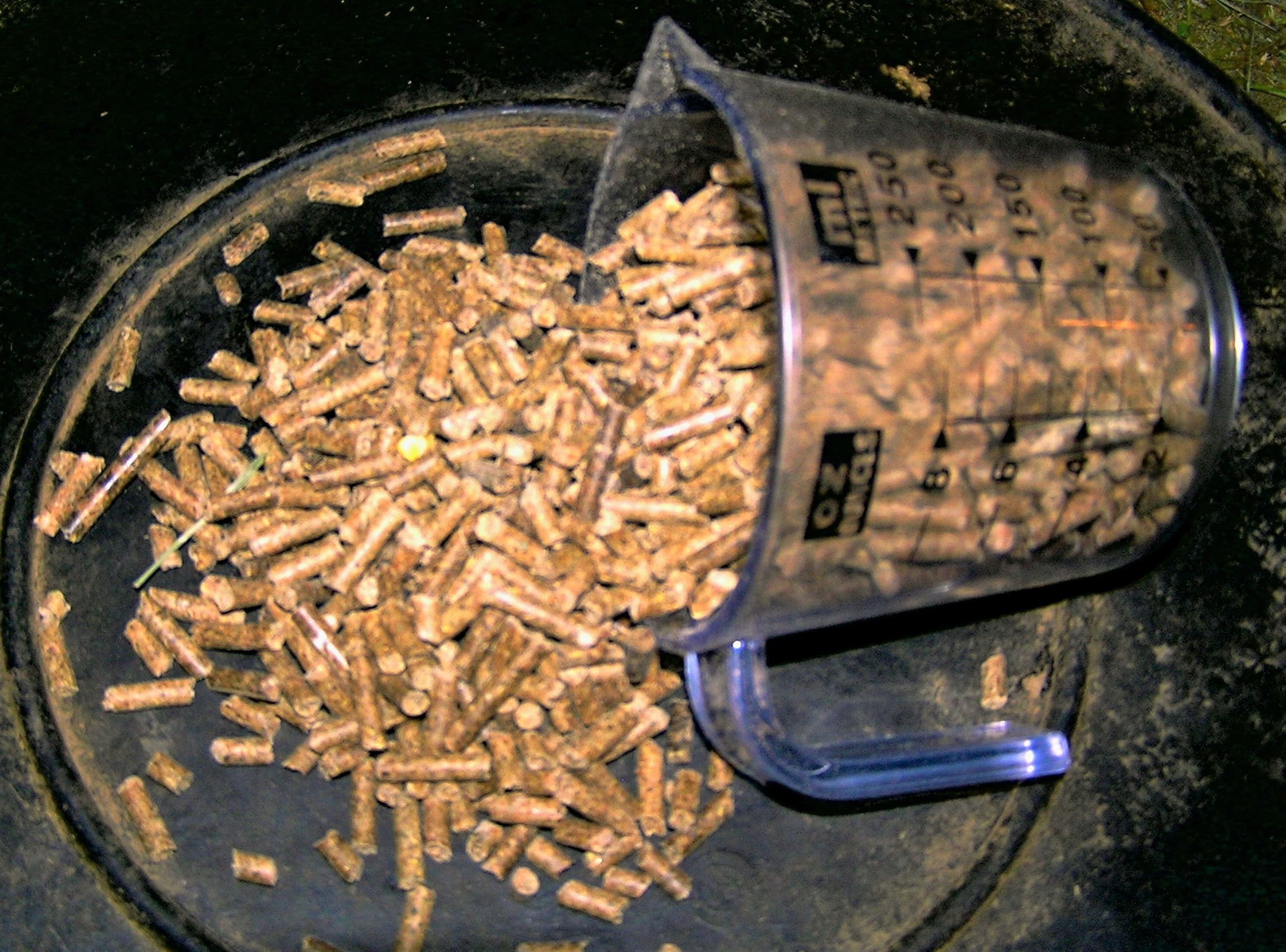
Pinso per a cavalls

El pinso és una mescla de cereals i altres elements com ara brisa de malt o de poma, utilitzada per a l'alimentació dels animals. Els fabricants de pinso poden equilibrar la barreja amb els afegits que estudis previs han aconsellat per a les diferents finalitats que es vulgui donar a l'animal destinatari. Segons la normativa europea és «Qualsevol substància o producte, inclosos els additius, destinat a l'alimentació per via oral dels animals, tant si ha estat transformat entera o parcialment com si no.»
Així, alguns poden servir per a l'engreix, per a potenciar la posta, per obtenir un bon pelatge, per facilitar el creixement, etc.En molts casos el pinso es pot utilitzar com a aliment únic, ja que està pensat per a cobrir totes les necessitats de l'animal, tot i que hi ha alguns tipus de pinso que s'utilitzen com a aliment suplementari als productes tradicionals i necessaris per a una dieta equilibrada.
És obligatori que tots els pinsos passin uns controls per provar que no són perjudicials ni per l'animal que el pren ni per l'ésser humà que pot menjar després l'animal. A més és important que aquests no es facin malbé i la seva vida útil com aliment sigui elevada, per això se'ls tracta per extreure l'aigua i convertir-los en aliments d'humitat intermèdia, molt més resistents al pas del temps.
El pinso pot ser una font de contaminació i un factor de risc de malalties de transmissió alimentàries per malalties com l'encefalopatia espongiforme bovina o l'Scrapie. També pot ser que micotoxines produïdes per fongs del gènere Alternaria per exemple, afecten la salut i rendiment dels animals.